# Conférence de Rome (1998)
 (janvier 2025).
La conférence de Rome, est une conférence diplomatique de plusieurs États entre le 15 juin et le 17 juillet 1998. Elle aboutit a la création d'une Cour pénale internationale, qui mène au Statut de Rome après un vote avec 120 voix pour, sept voix contre et vingt-et-une abstentions. Le 17 juillet 1998 il[Quoi ?] est signé lors de la Conférence diplomatique des plénipotentiaires des Nations unies.